# Каліцивірусна інфекція
Каліцивірусна інфекція (англ. Caliciviridae infectious disease) — хвороба, яку спричинюють у людей віруси з родини Caliciviridae, Перебігає як гострий гастроентерит.

## Актуальність
Наразі каліцивіруси людини розглядаються як основний етіологічний агент спалахів гострих вірусних гастроентеритів серед різних вікових груп населення всього світу. До 90 % спалахів гострих вірусних кишкових інфекцій можуть бути обумовлені каліцивірусами.

## Етіологія
Каліцивіруси — дрібні РНК-вмісні безоболонкові віруси, що відносяться до родини Caliciviridae. Назву отримали через характерні чашоподібні виїмки (від лат. calices — «чашечка»). Вірусна реплікація відбувається в цитоплазмі клітин. До родини Caliciviridae класифіковані везівіруси, небовіруси, лаговіруси, Норфолк-подібні віруси (норовіруси) і Саппоро-подібні віруси (саповіруси). Перші три роди включають віруси, патогенні для тварин (велика рогата худоба, свині, коти, кури, плазуни, дельфіни та земноводні), останні два роди містять переважно віруси, патогенні для людини.
Каліцивіруси не дуже добре вивчені, оскільки донедавна їх не можна було вирощувати в культурі клітин, і не знайдено відповідної моделі тварин. Однак недавнє застосування сучасних геномних технологій призвело до прориву в цій проблемі. Нещодавній ізолят від макак резус (вірус Тулана) можна вирощуватися в культурі клітин. Вивчаються два нових роди: рековіруси (виділені від мавп) та валовіруси (виділені від свиней), класифікування яких до каліцивірусів ще не має офіційного затвердження. Ряд інших каліцивірусів залишається некласифікованим, включаючи курячий кальцивірус.

## Епідеміологічні особливості
Поширюється контактно-побутовим, харчовим і водним шляхами. У розширенні масштабів спалаху каліцивірусної інфекції безпосередню роль грає передача вірусу від людини до людини, яка може здійснюватися не тільки фекально-оральним, але й повітряно-крапельним механізмом. Про високу контагіозность каліцівірусів показує велика кількість інфікованих серед контактних осіб (до 50 %). Тривала екскреція вірусу після одужання (протягом 2–3-х тижнів) і висока частота безсимптомних форм підтримують циркуляцію вірусу і стабільно високий рівень спорадичної та епідемічної захворюваності.
Виявлення антитіл до каліцівірусів при масових епідеміологічних дослідженнях свідчить про часте природне інфікування цими збудниками людей всіх вікових груп, при цьому початковий контакт з цими вірусами відбувається впродовж перших років і навіть перших місяців життя в залежності від соціальних умов, пов'язаних з рівнем економічного розвитку регіону.

## Патогенез
Піддомен P2 вірусного капсиду є ймовірним місцем зв'язування каліцивірусів з клітинами макроорганізму. Р2-ліганд є природним місцем зв'язування з людською HBGA, яка може бути місцем первинного вірусного прикріплення. HBGA є на поверхнях еритроцитів і також виявляється у слині, кишці та респіраторному епітелії. Міцність зв'язування з вірусом може залежати від сайтів рецепторів HBGA людини-хазяїна, а також від виду і штаму каліцивірусів. З'ясовано, що запальний процес охоплює пластину проксимальної частини тонкої кишки, але повний каскад змін у місці ураження ще не досліджений.

## Клінічні прояви
Клінічно хвороба зазвичай проявляється як нетяжкий гострий гастроентерит з швидким самостійним видужанням упродовж 1–5 днів. У дітей переважає блювання, тоді як у дорослих пронос. Хворі з тяжкими серцево-судинними захворюваннями, реципієнти трансплантатів нирки або тонкої кишки, а також пацієнти, які отримують з різних причин імуносупресивну терапію, складають групи ризику тяжкого перебігу каліцивірусної інфекції.

## Лікування
Проводиться регідратаційна терапія, призначаються пробіотики, ентеросорбенти. Здійснюється ситуативне лікування.

## Профілактика
Проводиться комплекс заходів як для запобігання інфекційних хвороб з фекально-оральним механізмом передачі. Рекомендується з метою інактивації вірусів піддавати продукти харчування термічній обробці при 85 °C упродовж 1 хвилини.